# IHeartRadio Music Award alla canzone dell'anno

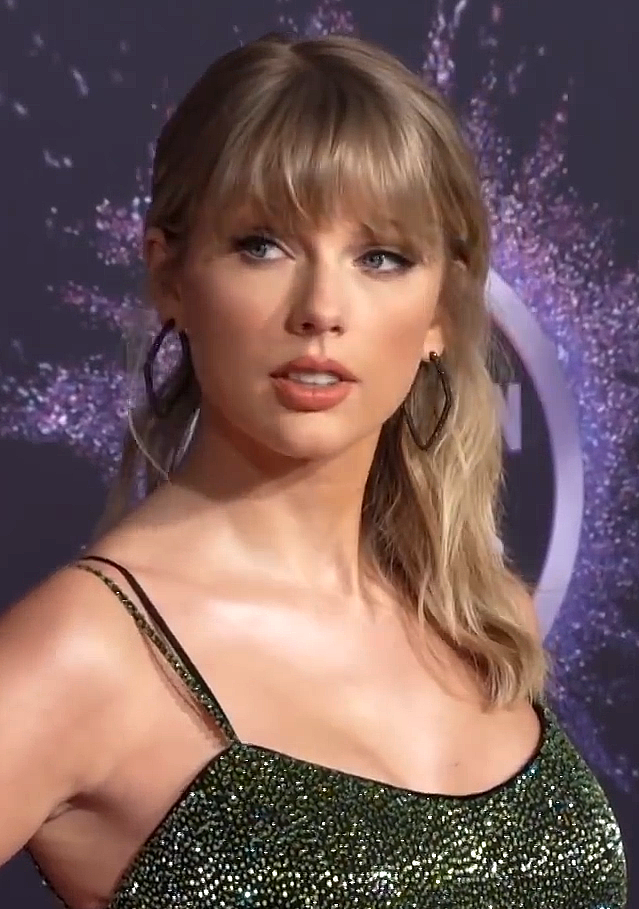
Taylor Swift, con due vittorie, è l'artista più premiata nella categoria Canzone dell'anno.

L'iHeartRadio Music Award alla canzone dell'anno (iHeartRadio Music Award for Song of the Year) è un premio assegnato annualmente a partire dal 2014 nell'ambito degli iHeartRadio Music Awards. Il premio è stato assegnato per la prima volta a Stay, singolo della cantante barbadiana Rihanna in collaborazione con il cantautore statunitense Mikky Ekko nel 2014 in occasione della I edizione della cerimonia.
Taylor Swift, con due vittorie, è l'artista più premiata mentre Justin Bieber, con quattro nomination, risulta l'artista più nominato della categoria.

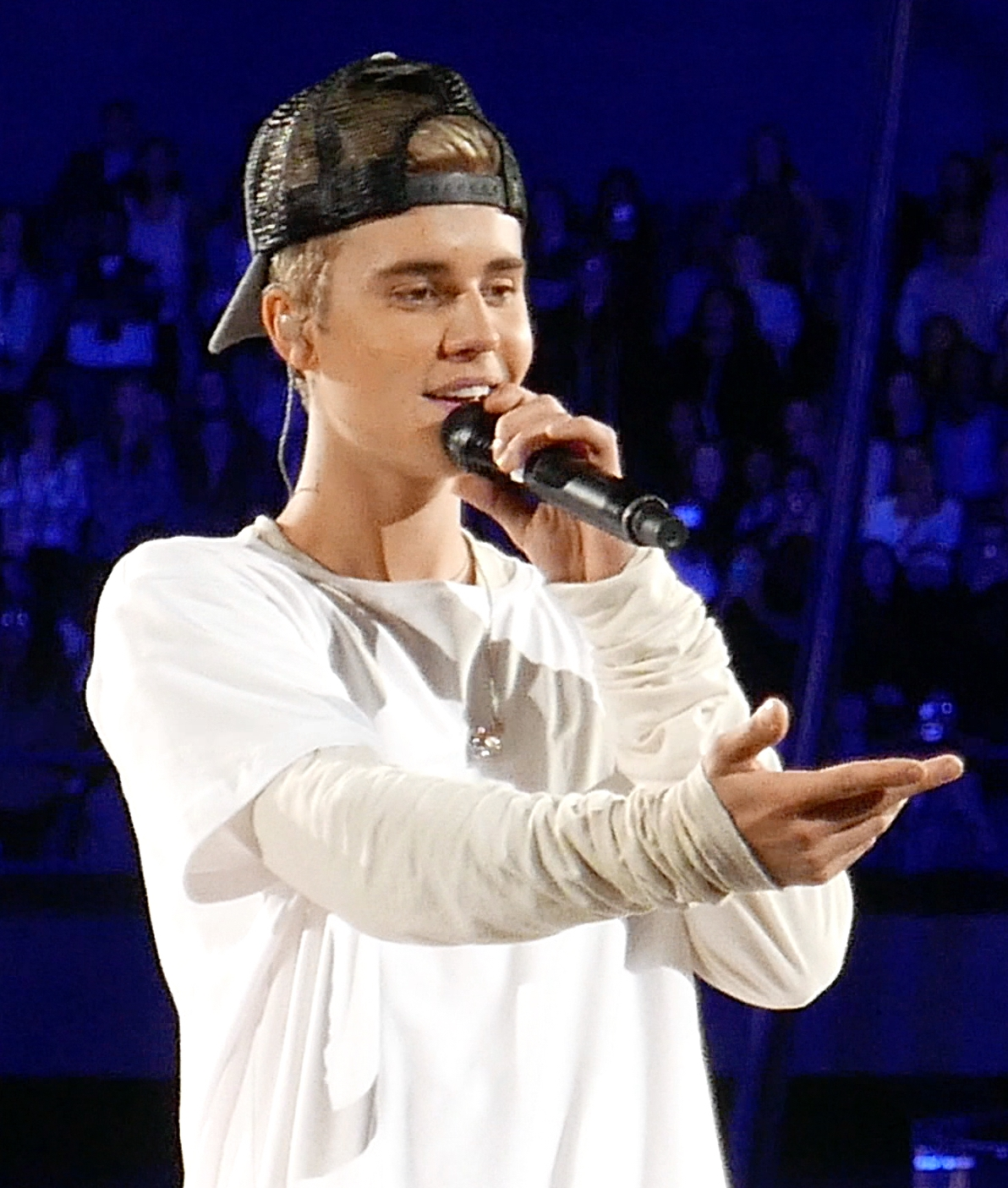
Il cantante canadese Justin Bieber è l'artista che ha ricevuto più nomination nella categoria Canzone dell'anno, con quattro.

## Vincitori e candidati
I vincitori sono elencati al primo posto e evidenziati in grassetto.

### Anni 2010
- 2014[2]
  - Stay – Rihanna feat. Mikky Ekko
  - Hold On, We're Going Home – Drake feat. Majid Jordan
  - The Monster – Eminem feat. Rihanna
  - Radioactive – Imagine Dragons
  - Mirrors – Justin Timberlake
- 2015[3]
  - Shake It Off – Taylor Swift
  - All About That Bass – Meghan Trainor
  - All of Me – John Legend
  - Happy – Pharrell Williams
  - Stay with Me – Sam Smith
- 2016[4][5]
  - Hello – Adele
  - Blank Space – Taylor Swift
  - Can't Feel My Face – The Weeknd
  - Shut Up and Dance – Walk the Moon
  - Uptown Funk – Mark Ronson feat. Bruno Mars
- 2017[6]
  - Can't Stop the Feeling! – Justin Timberlake
  - Cheap Thrills – Sia feat. Sean Paul
  - Closer – The Chainsmokers feat. Halsey
  - One Dance – Drake feat. Wizkid & Kyla
  - Stressed Out – Twenty One Pilots
- 2018[7]
  - Shape of You – Ed Sheeran
  - Despacito – Luis Fonsi & Daddy Yankee feat. Justin Bieber
  - Something Just like This – The Chainsmokers & Coldplay
  - That's What I Like – Bruno Mars
  - Wild Thoughts – DJ Khaled feat. Rihanna & Bryson Tiller
- 2019[8]
  - The Middle – Zedd, Maren Morris & Grey
  - Better Now – Post Malone
  - Girls Like You – Maroon 5 feat. Cardi B
  - God's Plan – Drake
  - Perfect – Ed Sheeran

### Anni 2020
- 2020[9]
  - Truth Hurts – Lizzo
  - Bad Guy – Billie Eilish
  - Old Town Road – Lil Nas X
  - Señorita – Shawn Mendes & Camila Cabello
  - Sucker – Jonas Brothers
- 2021[10]
  - Blinding Lights – The Weeknd
  - Circles – Post Malone
  - Don't Start Now – Dua Lipa
  - Rockstar – DaBaby feat. Roddy Ricch
  - Watermelon Sugar – Harry Styles
- 2022[11]
  - Levitating – Dua Lipa
  - Bad Habits – Ed Sheeran
  - Drivers License – Olivia Rodrigo
  - Easy on Me – Adele
  - Kiss Me More – Doja Cat feat. SZA
  - Leave the Door Open – Silk Sonic (Bruno Mars & Anderson .Paak)
  - Montero (Call Me By Your Name) – Lil Nas X
  - Peaches – Justin Bieber feat. Daniel Caesar & Giveon
  - Positions – Ariana Grande
  - Stay – The Kid Laroi & Justin Bieber
- 2023[12]
  - Anti-Hero — Taylor Swift
  - About Damn Time — Lizzo
  - As It Was — Harry Styles
  - Big Energy — Latto
  - Enemy — Imagine Dragons & JID
  - First Class — Jack Harlow
  - Ghost — Justin Bieber
  - Heat Waves — Glass Animals
  - Industry Baby — Lil Nas X & Jack Harlow
  - Woman — Doja Cat
- 2024[13]
  - Kill Bill — SZA
  - Calm Down — Rema feat. Selena Gomez
  - Creepin' — Metro Boomin, The Weeknd & 21 Savage
  - Cruel Summer — Taylor Swift
  - Dance the Night — Dua Lipa
  - Fast Car — Luke Combs
  - Flowers — Miley Cyrus
  - Last Night — Morgan Wallen
  - Paint the Town Red — Doja Cat
  - Vampire — Olivia Rodrigo
- 2025[14][15]
  - Beautiful Things – Benson Boone
  - A Bar Song (Tipsy) – Shaboozey
  - Agora Hills – Doja Cat
  - Espresso – Sabrina Carpenter
  - Greedy – Tate McRae
  - I Had Some Help – Post Malone featuring Morgan Wallen
  - Lose Control – Teddy Swims
  - Lovin on Me – Jack Harlow
  - Not like Us – Kendrick Lamar
  - Too Sweet – Hozier

## Primati

### Vittorie
- Taylor Swift – 2 vittorie

### Nomination
- Justin Bieber – 4 nomination
- Drake, Bruno Mars[N 1], Doja Cat e Lil Nas X – 3 nomination
- Rihanna, Taylor Swift, The Weeknd, The Chainsmokers, Ed Sheeran, Olivia Rodrigo, Dua Lipa, Harry Styles e Jack Harlow – 2 nomination

Note:
1. ↑  Di cui una come parte del superduo Silk Sonic.